# Equazione di Klein-Gordon
L'equazione di Klein–Gordon è l'equazione quantistica e relativistica per particelle massive a spin nullo. A differenza di quella non relativistica di  Schrödinger, non ammette un'interpretazione probabilistica. Fu ottenuta per la prima volta da Erwin Schrödinger, che tuttavia non pubblicò un articolo al riguardo, già nel 1925, ancor prima della derivazione e pubblicazione dell'equazione di Schrödinger nel gennaio 1926. Fu quindi introdotta contemporaneamente e indipendentemente da vari fisici (Klein, de Broglie, Fock, Walter Gordon, Schrödinger, de Donder.) nel 1926. È nota come equazione di Klein-Gordon perché Klein fu il primo a pubblicarla (nella primavera del 1926) mentre Gordon fu il primo a derivare (nel settembre 1926) la densità di carica ρKG e la corrente Jμ a essa associate.

## Definizione
L'equazione di Klein-Gordon, che descrive il moto delle particelle massive scalari (con spin nullo), nasce dall'esigenza d'inserire il formalismo della relatività ristretta all'interno della meccanica quantistica, scrivendo un'equazione in forma covariante. 
Per scrivere un'equazione covariante, bisogna utilizzare la relazione relativistica di Einstein tra energia e quantità di moto:
{\displaystyle E^{2}=p^{2}c^{2}+m^{2}c^{4}}
che, in forma operatoriale, diventa
{\displaystyle {\hat {E}}^{2}\psi =\left({\hat {p}}^{2}c^{2}+m^{2}c^{4}\right)\psi }
ed esplicitando l'operatore energia e l'operatore impulso al quadrato,
{\displaystyle {\hat {E}}^{2}=-\hbar ^{2}{\frac {\partial ^{2}}{\partial t^{2}}}\qquad {\hat {p}}^{2}=-\hbar ^{2}\nabla ^{2}}
si ottiene:
{\displaystyle -\hbar ^{2}{\frac {\partial ^{2}}{\partial t^{2}}}\,\psi =\left(-c^{2}\hbar ^{2}\nabla ^{2}+m^{2}c^{4}\right)\psi }
{\displaystyle \left(\hbar ^{2}{\frac {\partial ^{2}}{\partial t^{2}}}-c^{2}\hbar ^{2}\nabla ^{2}+m^{2}c^{4}\right)\psi =0}
{\displaystyle \left({\frac {1}{c^{2}}}{\frac {\partial ^{2}}{\partial t^{2}}}-\nabla ^{2}+{\frac {m^{2}c^{2}}{\hbar ^{2}}}\right)\psi =0}
Assume una forma compatta se scritta in modo manifestamente covariante:
{\displaystyle \left(\partial _{\mu }\partial ^{\mu }+{\frac {m^{2}c^{2}}{\hbar ^{2}}}\right)\psi =0}
Definendo l'operatore d'alembertiano come {\displaystyle \Box \equiv \partial _{\mu }\partial ^{\mu }} l'equazione diventa:
{\displaystyle \left(\Box +{\frac {m^{2}c^{2}}{\hbar ^{2}}}\right)\psi =\left(\Box +\mu ^{2}\right)\psi =0}
con {\displaystyle \mu =mc/\hbar }. Infine, utilizzando le unità naturali, l'equazione assume una forma ancora più compatta:
{\displaystyle (\Box +m^{2})\psi =0}

## Lagrangiana di Klein-Gordon
L'equazione di Klein–Gordon può essere ricavata dalla seguente azione
{\displaystyle {\mathcal {S}}=c^{2}\int \left(\eta ^{\mu \nu }\partial _{\mu }{\bar {\psi }}\partial _{\nu }\psi -{\frac {m^{2}c^{2}}{\hbar ^{2}}}{\bar {\psi }}\psi \right)\mathrm {d} ^{4}x}
ovvero dalla seguente lagrangiana
{\displaystyle {\mathcal {L}}=c^{2}\left(\eta ^{\mu \nu }\partial _{\mu }{\bar {\psi }}\partial _{\nu }\psi -{\frac {m^{2}c^{2}}{\hbar ^{2}}}{\bar {\psi }}\psi \right)}
dove {\displaystyle \eta ^{\mu \nu }} è la metrica dello spazio, {\displaystyle \psi } è il campo di Klein–Gordon e {\displaystyle m} è la sua massa. Il complesso coniugato di {\displaystyle \psi } è scritto come {\displaystyle {\bar {\psi }}.}

## Limiti dell'equazione di Klein-Gordon
Il vantaggio di questa equazione di Klein-Gordon è quello di trattare tempo e spazio nello stesso modo e l'operatore di d'Alembert risulta essere relativisticamente invariante. Per contro, però, ci sono alcuni inconvenienti. Innanzitutto, come soluzione di tale equazione, possono esistere anche stati a energia negativa che implicano densità di probabilità negative, quindi c'era il problema di dare un significato alla funzione d'onda.
Per l'equazione di Schrödinger, infatti, Max Born fornisce l'interpretazione per cui il modulo quadro della funzione d'onda rappresenta la densità di probabilità:
{\displaystyle |\psi \left({\vec {r}},t\right)|^{2}=\rho \left({\vec {r}},t\right)_{S}}
e quindi
{\displaystyle \int |\psi \left({\vec {r}},t\right)|^{2}\,d^{3}r=1}
ottenendo:
{\displaystyle {\frac {d}{dt}}\int \left|\psi \left({\vec {r}},t\right)\right|^{2}\,d^{3}r=0}
Questa proprietà dovrebbe essere verificata anche per la densità ottenuta dall'equazione di Klein-Gordon:
{\displaystyle \rho \left({\vec {r}},t\right)_{KG}={\frac {i\hbar }{2mc^{2}}}\left[{\bar {\psi }}{\frac {\partial \psi }{\partial t}}-{\psi }{\frac {\partial {\bar {\psi }}}{\partial t}}\right]}
Tuttavia ρKG non è sempre definita positiva, ma può anche essere negativa o nulla. Non può quindi essere identificata come una densità di probabilità, ma viene invece interpretata come la densità di carica associata alla particella. 
Mentre l'equazione di Klein-Gordon descrive particelle a spin nullo, l'equazione di Dirac descrive quelle con spin 1/2. 
Per i bosoni massivi con spin 1, le equazioni del campo sono descritte dalla lagrangiana di Proca.